# Álvaro García Albó
Álvaro García (San Cugat del Vallés, 22 de agosto de 2003), es un jugador español de rugby que se desempeña como talonador en el Stade Français Paris del Top 14 de Francia y es internacional absoluto con la Selección Española.

## Trayectoria
Se formó en la categorías inferiores del Club de Rugby Sant Cugat. Fue seleccionado para la selección española de rugby sub-18. En 2021, se sumó a las filas de la Unió Esportiva Santboiana, uno de los clubes más grandes de la  División de Honor, ganando el campeonato en la temporada 2021-22 y la Supercopa de España de rugby de 2022.
En 2023 fue capitán de la selección española sub-20 en el Trofeo Mundial de Rugby Juvenil 2024 celebrado en Kenia. Donde Los Leoncitos se alzarían victoriosos contra Uruguay en la final, obteniendo el ascenso al Mundial sub-20, la élite de la categoría, para la temporada siguiente.
En el verano de 2023, Álvaro García se incorporará al centro de formación del Stade Français Paris. En agosto fue seleccionado por primera vez para la selección absoluta española. Finalmente hizo su debut internacional en noviembre siguiente contra Canadá. Más adelante en la temporada, terminó tercero en el Rugby Europe Championship 2024 con su selección. En su primera temporada en Francia, jugó con los espoirs del club parisino.
En noviembre de 2024 jugaría contra Uruguay, ejerció de capitán por primera vez durante el partido contra Fiyi en Valladolid, en el Estadio José Zorrilla. A principios de 2025 debutó con el equipo profesional del Stade Français en la Copa de Campeones, enfrentándose al Northampton Saints en el Estadio Jean-Bouin. La semana siguiente, fue titular contra los Bulls en Sudáfrica, logrando brillar a pesar de la dura derrota de su equipo. Seleccionado para el Rugby Europe Championship 2025, es uno de los jugadores importantes de la selección española. Contribuyó a la clasificación de la selección española para la Copa Mundial de Rugby de 2027.